# YUV

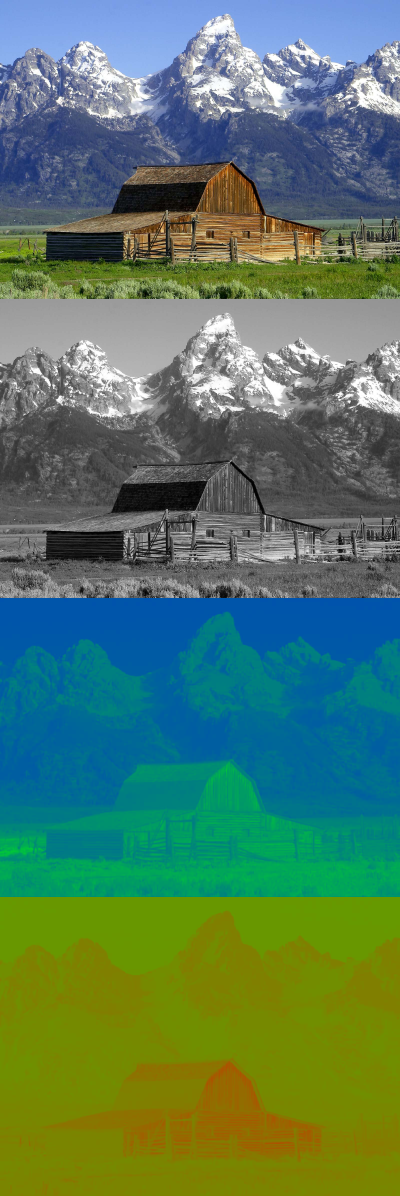
Obraz oraz jego składowe Y, U i V

YUV – model barw, w którym Y odpowiada za jasność obrazu (luminancję), a UV kodują barwę – są to dwa kanały chrominancji.
Model YUV był wykorzystywany w czasie przechodzenia od telewizorów czarno-białych na kolorowe. Czarno-białe odbiorniki wyświetlały jedynie jasność obrazu, a kolorowe dodawały informacje o kolorze, co pozwoliło posiadaczom czarno-białych nie pozbywać się odbiorników od razu.Y – luminacja (dla obrazu monochromatycznego), U – przeskalowana składowa niebieska B, V – przeskalowana składowa czerwona R.
Uzyskanie obrazu w modelu YUV z obrazu w standardzie RGB realizuje się w następujący sposób:
```
Y = 0,299 • R + 0,587 • G  + 0,114 • B
U = 0,492 • (B - Y)
V = 0,877 • (R - Y)
```

lub przy pomocy przekształcenia za pomocą mnożenia macierzy przez wektor:
{\displaystyle {\begin{bmatrix}0,299&0,587&0,114\\-0,147&-0,289&0,437\\0,615&-0,515&-0,100\\\end{bmatrix}}\cdot {\begin{bmatrix}R\\G\\B\end{bmatrix}}={\begin{bmatrix}Y\\U\\V\end{bmatrix}}}